# 캐나다의 이름

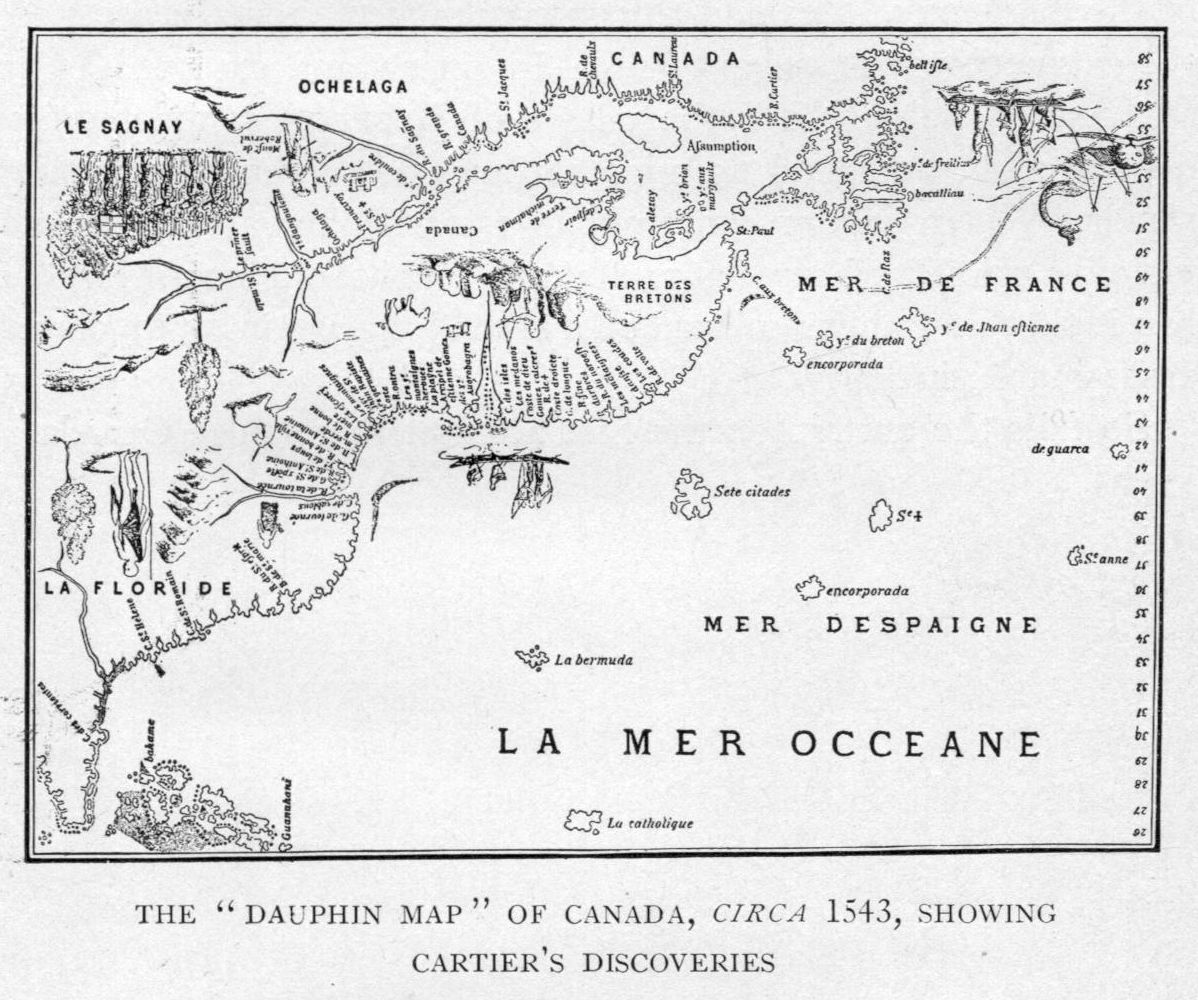

캐나다(Canada)라는 이름은 유럽인들이 캐나다에 처음 정착했을 때부터 사용되어 왔는데, 이는 인디언들의 "정착" 또는 "마을" 또는 "땅"이라는 뜻을 가진 단어 카나타에서 유래했다. 오늘날, 캐나다는 영어로는 /캐너더/로, 프랑스어로는 /카나다/로 발음된다.
캐나다의 프랑스 식민지인 뉴 프랑스는 세인트 로렌스 강과 대호수를 따라 세워졌다. 후에 세인트 로렌스 강을 따라 있는 영국 식민지들을 1841년 캐나다 영국 지방으로 연합될 때까지 상부 캐나다와 하부 캐나다로 불렸다. 1867년에 캐나다 동맹이 결성되어 캐나다라는 이름이 새 자치령을 위한 공식 이름으로 채택되었고 제2차 세계 대전까지 캐나다와 캐나다 자치령(Dominion of Canada)이 같이 언급되었다. 오늘날, 캐나다라는 이름이 배타적으로 우위를 점하게 되었다.

## 이름의 기원
캐나다라는 이름은 1535년 경에 웬댓 (휴런호 근처의 이로쿼이 부족) 단어로 "마을", "정착" 또는 "오두막 모임"의 뜻을 지닌 카나타에서 유래했다고 믿어지고 있는데, 현재의 퀘벡 시인 스타다코나 정착을 가리키는 말이다. 이 단어의 또 다른 현대 해석은 "땅"이다. 1547년에 초기 유럽 탐험가들이 만든 지도에 모호크족 언어로 카니아타로와넨네(큰 물줄기란 뜻; 우연히 카나타와 비슷하고 좀 더 길다) 세인트 로렌스 강 근처에 rivière de Canada(캐나다 강)이라는 글이 있었다. 그럴듯한 가설로는 강 이름이 강둑의 마을과 탐험에 쓰인 땅에 둘려 있어서 그렇게 지어졌다고 한다.
이 이름의 민간어원설은 대륙의 북쪽을 전혀 가 본 적이 없는 스페인의 지도 제작자들이 지도의 북부에 아카 나다(여기엔 아무것도 없음)이라고 쓴 데서 유래했다고 한다. 비슷한 이야기로 동부 해안을 본 포르투갈 탐험가가 비슷한 말(카 나다)을 표현했다고 한다.

## 뉴 프랑스 정복 이후
영국이 1763년 뉴 프랑스를 정복한 이후 프랑스 식민지를 양도받았는데 그 이름이 퀘벡주로 바뀌었다. 미국 독립전쟁과 미국에서 영국파들의 유입이후에 식민지는 상부와 하부 캐나다로 나뉘었고 때로 이를 합쳐서 "캐나다들"이라고 했다.
자크 카르티에가 식민지의 이로쿼이족 지역을 가리키는 말로 카나디앵이라고 썼지만 이 단어가 후에 캐나다에서 태어난 프랑스인을 지칭하게 되었다.(영국계 주민은 물론 단순히 '영국인'이었다.) 하지만 이후, 양쪽 식민지의 주민들 모두를 가리키는 말로 확장되었다.

## 캐나다 이름의 선택
캐나다 주(현재의 온타리오와 퀘벡)의 연합을 어떻게 구성할지 결정하기 위한 런던의 회의에서 뉴브런즈윅 주와 노바스코샤 주, 그리고 노바스코샤와 뉴브런즈윅 주의 대표는 1867년에 캐나다라는 이름을 제안했고 다른 대표들에 의해 만장일치로 받아들여졌다. 다른 이름들이 제안되었지만 (아래 참조) 논의가 거의 없었다.

## 자치령의 채택
1864년의 샬롯타운 회의 동안 후에 캐나다 초대 총리가 된 죤 A 맥도널드는 영국 제국과 관련해서 "위대한 영국 군주국의 설립"에 대해 이야기했다. 런던의 식민지 사무소에 있던 공무원들은 잠재적으로 "미숙"하고 "거짓"인 새 국가에 대한 언급을 반대했다. 그들은 또한 연합을 유발하는 영국의 지원 때문에 들끓는 불만을 갖고 있는 엄청난 군사력으로 남북 전쟁을 끝낸 미국에 반대하는 것에 신중했고, 그렇기 때문에 새 국가에 대한 묘사를 하는데 왕국이나 제국 같은 용어의 사용에 반대했다.
그 결과로 영국 제국의 자치국인 캐나다의 상태를 나타내기 위해서 자치령이라는 단어(처음으로 국가를 의미하도록 사용되었다)가 선택되었다. 이는 뉴잉글랜드에서 정부의 형태를 나타내기 위해서 사용되었던 옛 영국의 용어였는데 아마도 새로운 목적으로 부활했다. 자치령이라는 용어의 사용은 1867년 "캐나다라는 이름아래 하나의 자치령"을 만든 영국 북미법(British North America Act) 제 3항을 통해 공식화되었다. 이 법안에 "캐나다 자치령"이라는 용어가 그대로 사용된 것이 아니라는 것을 주목하라.
J. S. 이워트의 두 권의 책인 왕국 보고에서 북미의 영국 연합에 대한 이름으로 "캐나다 연합 식민지", "캐나다 연합 주", "캐나다 합동 주" 들도 고려되었다고 한다. 이워트는 또한 그 당시에는 거의 사용되지 않았던 표현인 "캐나다 공화국"을 열렬히 지지했었다.

## 자치령에 대응되는 프랑스 용어
1867년 영국 북미법인 "캐나다라는 이름 아래 하나의 자치령"의 프랑스어 번역은 "une seule et même Puissance sous le nom de Canada"로 자치령으로 Puissance(권력)을 사용했다. 후에는 영어에서 차용해 온 자치령이라는 단어가 그대로 프랑스어 번역에 사용되었다. 1982년까지 불어본은 영어본과 동일하지 않았다.
건국의 주역들이 1864년 퀘벡 시에서 이 새 연합의 용어를 논의하기 위해 모여 회의를 가졌다. 의제 중 하나는 "영토 순위"를 정하는 것이었다(퀘벡 회의의 결의 71을 보라). 새 연합을 위한 분류의 후보들은 다음과 같다: "캐나다 왕국"(le Royaume du Canada), "캐나다 영역"(le Realme du Canada), "캐나다 연합"(l'Union du Canada), 그리고 "캐나다 자치령"(le Dominion du Canada).

## ‘캐나다’와 ‘캐나다 자치령’이란 용어의 사용
1867년 대영 북아메리카 조약(BNA)에서는 캐나다 자치령 또는 자치 정부라는 용어는 사용되지 않았지만 1871년의 헌법에 캐나다 자치령이라는 형태가 나오며 - "허가"된 사용으로 - 1967년 이전의 캐나다 법안에서 두 형태 모두 나타난다. BNA법은 "캐나다라는 이름아래 하나의 자치령"으로 이 나라를 선언하고 이것이 이 나라의 이름이 단순히 캐나다를 의미한다고 풀이되었다. 어떤 공문서도 이를 고치지 않았다. 그러나 1950년대까지 캐나다 자치령이라는 용어가 이 나라를 나타내기 위해서 일반적으로 사용되었지만 캐나다가 제1차 세계 대전 전에 해군을 설립하고 1931년의 웨스트민스터 조약 이후로 사용이 점차 줄었다. 캐나다가 점점 더 많은 정치적 힘과 자율을 영국에서 획득하면서 연방정부는 정부 문서와 조약에서 단순히 캐나다라고 쓰기 시작했다.
1967년의 캐나다 연합 100주년 이후로 어떤 경우에도 캐나다 자치령과 자치령이라는 용어는 연방 정부를 각 주와 구별하기 위해, 또는 역사가들의 저술 속에서 (1867년 이후) 캐나다를 그 이전의 캐나다 지방 혹은 훨씬 이전의 "상하부 캐나다"와 구분하기 위해 사용되는 일이 거의 없다.
1982년의 캐나다법은 캐나다라고만 쓰며, 그로써 현재는 영어와 프랑스어에서 캐나다만이 유일하게 합법적인 용어다. 같은 해에 국경일의 이름이 자치령의 날에서 캐나다의 날로 개명되면서 더욱 힘을 실어줬다.
어떤 공문서도 캐나다 이외의 것은 국명이 될 수 없다고 못박진 않았기 때문에 어떤 사람들은 자치령과 캐나다 자치령이 여전히 합법이라고 주장하는데 이는 이전 국가 공식 명칭과 1982년의 캐나다 법이 "캐나다 자치령"의 사용을 거부하거나 반대하지 않았기 때문이다. 이런 주장을 하는 사람들 중에 최근에는 유진 포세이가 있었는데 그와 다른 군국주의자들이 생각하는 공화주의의 확대를 한탄했다.

## 제안되었던 다른 이름들
주 대표들이 거의 시간을 할애하진 않았지만 어째든 새로운 국가의 이름으로 '캐나다'를 결정하는 데 여러 다른 이름들이 제안되었다:
- 앨비언
- 알비오노리아 - "북쪽의 앨비언(흰 땅)"
- 보리얼리아 - 오스트레일리아와 비교해서 북쪽을 의미하는 라틴어 보레알리스에서
- 카보샤 - 영국을 위해 캐나다 동쪽 해안을 탐험한 이탈리아 탐험가 존 카봇을 기리며
- 콜로니아
- 에피스가(efisga) - "English영국, French프랑스, Irish아일랜드, Scottish스코틀랜드, German독일, Aboriginal원주민"의 약자
- 호첼레가 - 몬트리얼의 옛 이름
- 로렌샤
- 메소펠라기아 - "바다 사이의 땅"
- 노를랜드
- 수페리어
- 투포니아 - 'The United Provinces of North America'(북미 연합주에서 파생)
- 우살리아 - "곰이 있는 곳"
- 베스페리아 - "저녁별의 땅"
- 빅토리아랜드 - 빅토리아 여왕을 기리며

런던의 The Economist 신문의 월터 베이지홋은 새 국가가 캐나다 대신에 "노스랜드"나 "앵글리아"로 불려야 한다고 주장했다.
이런 이름들에 대해 토머스 다시 맥기는 "의회에 계신 여러분께 묻겠습니다 만일 어느 기분좋은 아침에 일어났는데 여러분이 캐나다인 대신에 투포니아인이나 호첼라갠드인이라면 기분이 어떨까요?"라고 평했다.